# Carpignano Sesia
Carpignano Sesia (en piémontais Carpigneun, en français Carpignan) est une commune italienne de la province de Novare dans la région du Piémont en Italie.

## Géographie
Carpignano est située sur la rive droite de la rivière Sesia. Dans la commune se trouvent de nombreux cours d'eau artificiels, parmi lesquels on peut citer le canal et le Roggia Biraga (it) et la Roggia Busca (it) et la Roggia Mora.

## Économie
Production de mosaïque artisanale et de vitraux.

## Transports
Il existe un arrêt à Carpignano Sesia, situé le long de la voie ferrée de Biella à Novare. Elle est desservie par les trains régionaux de Trenitalia dans le cadre du contrat de service signé avec la Région Piémont.
Entre 1884 et 1933, la ligne de tramway de Verceil-Biandrate-Fara passait par la commune.

## Lieux et monuments

### Le château
Carpignano Sesia conserve la partie la plus ancienne des fortifications et des maisons qui formaient le château-abri médiéval. Construit au XIe siècle par les comtes de Pombia, puis de Biandrate, il est situé dans une position stratégique le long de la route du Valsesia, le château-abri a connu son apogée au XIIe siècle avec Guido III de Biandrate.
Malgré les dommages causés au fil du temps, le château-abri, avec ses murs et ses maisons en briques construites avec des galets de rivière disposés dans un motif à chevrons, conserve le charme du village médiéval. À côté de la porte d'entrée, où était le pont-levis sur le fossé qui courait tout autour, est conservé le rempart construit au XVe siècle avec au-dessous les vestiges d'une tour. Certaines habitations ont conservé les fenêtres d'origine avec des décorations en terre cuite.
Dans une construction du château-abri, non loin de la porte d'entrée, se trouve une presse en bois massif construit en 1575, la plus ancienne dans le Piémont, longtemps utilisée pour le pressage des raisins, des noix et des Navettes.

### L'église

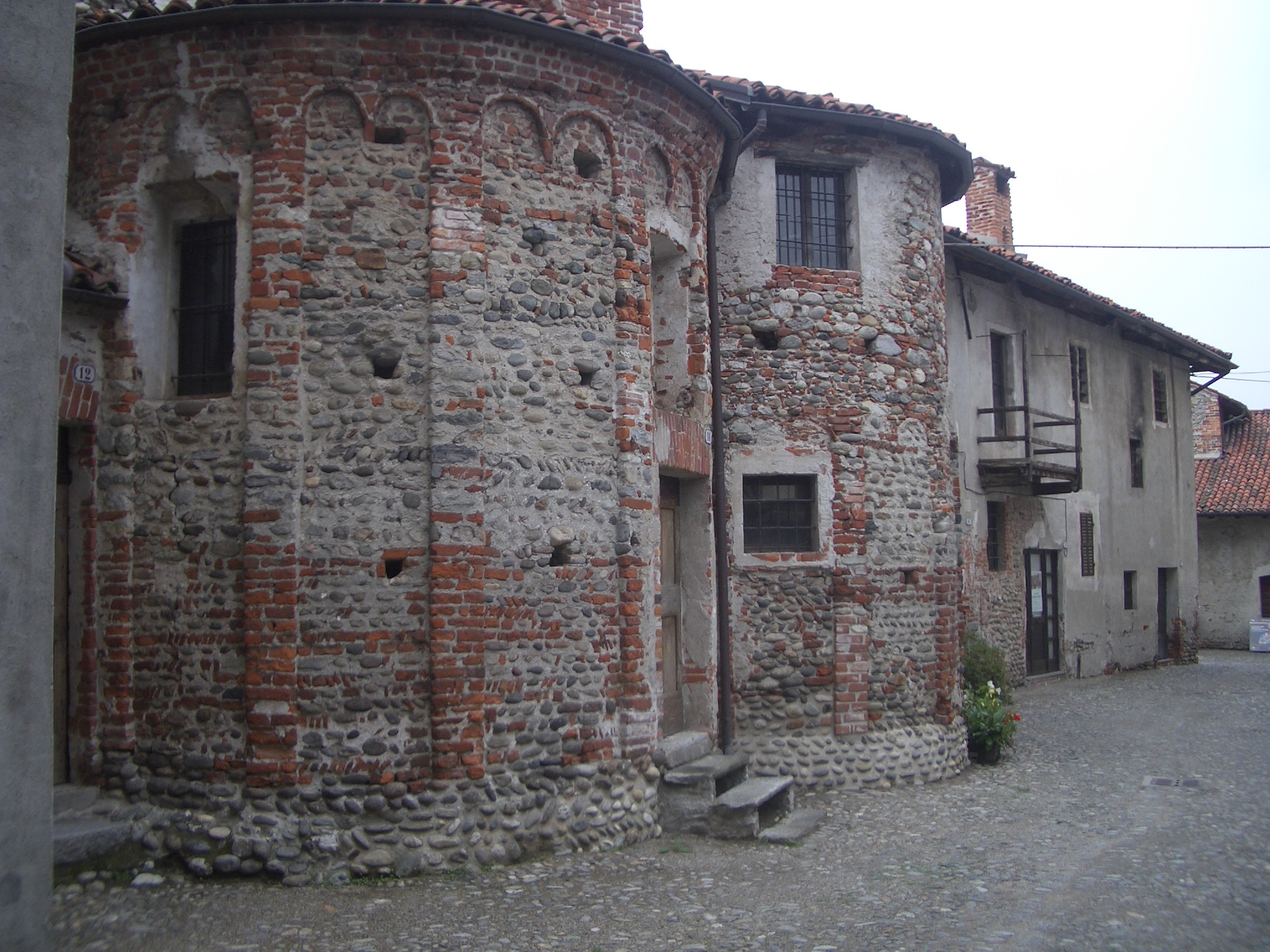
L'abside de l'église

L'église San Pietro, à l'intérieur du château existait déjà au XIe siècle. Elle fut cédée par les Biandrate aux congrégations des moines bénédictins de Cluny, devenant ainsi une dépendance du prieuré San Pietro di Castelletto (it).
De l'ancien bâtiment, de style roman, ont été conservés les murs de l'abside et les absidioles latérales, décorées sobrement avec des pilastres et des arcs suspendus en briques.
L'église (depuis longtemps désaffectée et qui appartient maintenant à la ville) possède trois nefs, avec des arcs et des piliers. Elle conserve d'importantes fresques romanes du XIIe siècle. L'abside est entièrement occupée par la figure du Christ pantocrator, flanqué de la Vierge et de saint Jean-Baptiste.
D'autres fresques gothiques récupérées à l'intérieur de l'église remontent au XVe siècle, il y figure une Annonciation peinte sur un arc de l'allée centrale, et les figures de saints personnages sur les piliers.

## Personnalité liée à la commune
- Giuseppe Ajmone (it) (1923-2005), peintre.

## Administration
| Période                                  | Période | Identité      | Étiquette | Qualité |
| ---------------------------------------- | ------- | ------------- | --------- | ------- |
| 2014                                     | 2019    | Giuseppe Maio |           |         |
| Les données manquantes sont à compléter. |         |               |           |         |

### Communes limitrophes
Fara Novarese, Ghemme, Ghislarengo, Lenta, Sillavengo, Sizzano

## Jumelage
- Mathay (France)